# Glyptodontopelta
Glyptodontopelta (Glyptodontopelta mimus) – dinozaur z grupy ankylozaurów (Ankylosauria)
Żył w okresie późnej kredy (ok. 71-65 mln lat temu) na terenach Ameryki Północnej. Długość ciała ok. 5 m, wysokość ok. 2 m, masa ok. 2,8 t. Jego szczątki znaleziono w USA (w stanie Nowy Meksyk).